# Musik klingt in die Welt hinaus
"Musik klingt in die Welt hinaus" ("A música soa à volta do Mundo") foi a canção que representou a Suíça no Festival Eurovisão da Canção 1990. Foi interpretada em alemão por Egon Egemann. Foi a 12.ª canção a desfilar na noite do evento, a seguir à canção dinamarquesa "Hallo Hallo", interpretada por Lonnie Devantier e antes da canção alemã "Frei zu leben", interpretada por Chris Kempers & Daniel Kovac. No final, a canção helvética terminou em 11.º lugar (entre 22 países participantes), recebendo um total de 51 pontos.

## Autores
- Letra e música: Cornelia Lackner
- Orquestração: Bela Balint

## Letra
A canção é uma balada com Egon Egemann tocando violino e cantando que a música toca está a ser espalhada por todo o Mundo. 